# Карнаухов, Николай Фёдорович (врач)
Николай Фёдорович Карнаухов (5 апреля 1937 года, город Сальск, Ростовская область ― 5 апреля 2017 года, Ростов-на-Дону) ― советский и российский врач, анестезиолог-реаниматолог, онколог, кандидат медицинских наук, доцент, Заслуженный врач РСФСР (1992).

## Биография
Родился 5 апреля 1937 года в Сальске Ростовской области. В годы Великой Отечественной войны Николай Фёдорович рос под присмотром мамы ― Ульяны Петровны. Отец, Фёдор Ефимович, шофёр по профессии, участник Великой Отечественной войны. В 1942 году перевозил продукты и раненых по «Дороге жизни» в осаждённый Ленинград. Отец, Фёдор Ефимович прошёл всю войну и вернулся домой в 1945 году из-под Кенигсберга.
Николай Карнаухов окончил Сальскую среднюю школу и  в 1954 году поступил в Ростовский медицинский институт. В 1960 году, после окончания медицинского института, Николай Фёдорович со своей женой, Ириной Сергеевной Дерижановой едут на работу по распределению в город Каменск. Работал хирургом в местной медсанчасти.
В 1961 году вернулся с женой в Ростов-на-Дону. Поступил в аспирантуру и после завершения обучения, остался работать в клинике  госпитальной хирургии РГМИ. Николай Фёдорович Карнаухов в 1965 году защитил кандидатскую диссертацию по теме «Некоторые вопросы газообмена и гемодинамики при наркозе с раздельной интубацией бронхов».
В 1965 году работает ассистентом кафедры госпитальной хирургии. В 1971 году Николай Фёдорович — доцент госпитальной хирургии. Н. Ф. Карнаухов изучил новую для того времени специальность — анестезиологию и реаниматологию.
Супруга Н. Ф. Карнаухова, Ирина Сергеевна Дерижанова рассказывает:

Он был одним из первых анестезиологов и реаниматологов в Ростове и области. Работал с Петром Петровичем Коваленко, академиком Академии медицинских наук, самым выдающимся хирургом нашего региона. В 1975 году Николай Федорович организовал первую кафедру анестезиологии и реаниматологии в Ростовском медицинском институте.
В 1975 году Николай Карнаухов — заведующий кафедрой анестезиологии и реаниматологии, которую впервые самостоятельно организовал и открыл в РГМИ.
В 1970-е годы Николай Фёдорович Карнаухов — главный анестезиолог-реаниматолог Ростовского облздравотдела. Был председателем правления Ростовского, членом правления Всероссийского и Всесоюзного обществ анестезиологов и реаниматологов. Николай Фёдорович — учёный секретарь (1976—1979) первого в Ростове специализированного совета ВАК при Совете Министров СССР по защите докторских диссертаций хирургического профиля.
С 1979 по 2010 год Николай Фёдорович работал главным врачом Ростовского научно-исследовательского онкологического института.
Ирина Сергеевна Дерижанова вспоминает:

В онкоинституте при нем было построено новое здание, оборудован парк, была налажена связь с предприятиями, лечебными учреждениями. Он был прекрасным организатором, отличным хозяйственником и просто добрым, открытым человеком, у него всегда была масса друзей.
Итог педагогической работы Н. Ф. Карнаухова — чтение курса лекций, разработка методических указаний по всем разделам курса анестезиологии и реаниматологии для студентов 4—6 курсов лечебно¬профилактического, санитарно-гигиенического и педиатрического факультетов, врачей факультета усовершенствования.
Николай Фёдорович является автором более 120 научных работ, соавтором ряда монографий и методических пособий по различным вопросам педагогической и практической медицины, 4 учебных фильмов. Автор докладов на всесоюзных и республиканских съездах и конференциях, заседаниях научных обществ, симпозиумов, семинаров. Участник ВДНХ.
Приказом Министра здравоохранения РСФСР Николаю Фёдоровичу Карнаухову была объявлена благодарность с занесением в личное дело за большую организаторскую работу, обеспечивающую проведение III Всесоюзного съезда онкологов.
Умер Н. Ф. Карнаухов 5 апреля 2017 года.

## Награды и звания
- Заслуженный врач РСФСР

- Отличник здравоохранения (СССР) (1987)

- Кандидат медицинских наук

- Доцент

- Юбилейная медаль «В честь 250-летия Ростова-на-Дону».